# 1957 en cyclisme
| Années du cyclisme : 1954 - 1955 - 1956 - 1957 - 1958 - 1959 - 1960    |
| Décennies du cyclisme : 1920 - 1930 - 1940 - 1950 - 1960 - 1970 - 1980 |

Les faits marquants de l'année 1957 en cyclisme.

## Par mois

### Février
12 février : l'Espagnol Hortensio Vidauretta gagne le Tour d'Andalousie.
17 février : le Français Raymond Elena gagne le Grand Prix de Saint-Raphaël.
24 février : le Français Gilbert Bauvin gagne le Grand Prix de Monaco.
26 février : le Belge Fred de Bruyne gagne Sassari-Cagliari. L'épreuve ne sera pas disputée en 1958 et reprendra en 1959.

### Mars
- 2 mars : le Français Louison Bobet gagne gênes-Nice.
- 3 mars : comme l'an dernier l'Espagnol José Gil Sole gagne la Course de côte du Mont Agel. C'est sa quatrième victoire en tout dans cette épreuve.
- 4 mars : le Britannique Brian Robinson gagne le Grand Prix de Nice.
- 10 mars : l'Espagnol Miguel Poblet gagne Milan-Turin.
- 10 mars : le Belge Josef Verhelst gagne Kuurne-Bruxelles-Kuurne.
- 10 mars : le Belge Willy Vannitsen gagne le Tour du Limbourg.
- 10 mars : le Français Antonin Rolland gagne le Grand Prix de Cannes.
- 17 mars : le Français Jacques Anquetil gagne Paris-Nice.
- 17 mars : l'Espagnol Bernardo Ruiz gagne le Tour du Levant.
- 17 mars : le Belge André Noyelle gagne le Circuit des 11 villes.
- 19 mars : le premier routier-sprinter Espagnol de l'Histoire, Miguel Poblet, inscrit son nom au palmarès de Milan-San Remo.
- 23 mars : le Belge Rik Van Looy gagne Gand-Wevelgem pour la deuxième fois d'affilée.
- 24 mars : le Belge Norbert Kerkhove gagne le het Volk.
- 24 mars : l'Italien Gastone Nencini gagne le Tour de la province de Reggio de Calabre.
- 24 mars : le Français Jean Forestier gagne le Critérium national de la route.
- 24 mars : l'Espagnol Emilio Cruz gagne le Grand Prix de Printemps.
- 31 mars : le Belge Fred de Bruyne gagne le Tour des Flandres.

### Avril
- 1er avril : l'Espagnol Vicente Iturat gagne le Trophée Masferrer.
- 7 avril : le Belge Fred de Bruyne gagne Paris-Roubaix.
- 7 avril : l'Espagnol Federico Bahamontes gagne la Course de côte du Mont Faron en ligne.
- 7 avril : le Suisse Emile Freivogel gagne le Tour des 4 Cantons.
- 11 avril : l'Allemand Frantz Reitz devient champion de RFA sur route.
- 14 avril : le Néerlandais Wim Van Est conserve son titre de champion des Pays-Bas sur route.
- 14 avril : 1re des 5 manches du championnat d'Italie sur route. L'Italien Giorgio Albani gagne le Tour de Campanie.
- 14 avril : l'Espagnol José Michelena gagne la Subida a Arrate.
- 14 avril : le Belge Noël Foré gagne le Circuit des Ardennes Flamandes.
- 20 avril : le Belge Rik Van Looy gagne le Grand Prix de la Banque.
- 21 avril : l'Italien Alberto Emiliozzi gagne le Tour de Sicile.
- 21 avril : l'Espagnol José Marigil gagne le Grand Prix de Pâques.
- 22 avril : le Belge Leon Van Daele gagne Paris-Bruxelles.
- 22 avril : le Belge Guillaume Hendricks gagne Bruxelles-Charleroi-Bruxelles.
- 23 avril : l'Espagnol Miguel Chacon gagne le Tour de Navarre. L'épreuve ne sera pas disputée en 1958 et reprendra en 1959.
- 24 avril : le Français Joseph Groussard gagne Paris Camembert.
- 27 avril : le Français Valentin Huot gagne la Course de côte du Mont Faron contre la montre.
- 28 avril : le Belge Noël Foré gagne À travers la Belgique.
- 28 avril : le Belge Willy Vannitsen gagne le Circuit des Régions Fruitières pour la deuxième année d'affilée.

### Mai
- 1er mai : le Belge Joseph Planckaert gagne les 4 jours de Dunkerque.
- 1er mai : le Néerlandais Wout Wagtmans gagne Rome-Naples-Rome.
- 1er mai : le Belge Karel Clerckx gagne le Grand Prix Hoboken.
- 4 mai : le Belge Raymond Impanis gagne la Flèche wallonne.
- 5 mai : le Belge Germain Derijcke arrivé le premier doit partager la victoire de Liège-Bastogne-Liège avec le Belge Frans Schoubben qui a franchi la ligne d'arrivée 2, 46 mm après lui. Schoubben reproche à Derijcke d'avoir passé un passage à niveau alors que les barrières étaient fermées. Ce qui est autorisé en France et en Italie mais interdit en Belgique, il est fait droit à sa réclamation. Frans Schoubben gagne aussi le Week End Ardennais.
- 5 mai : l'Allemand Hans Junkermann gagne le Championnat de Zurich.
- 5 mai : le Français Louis Bergaud gagne la Polymultipliée.
- 8 mai : le Belge André Auquier gagne la Nokere Koerse.
- 12 mai : l'Espagnol Jésus Lorono gagne le Tour d'Espagne.
- 12 mai : le Français Jean Forestier gagne le Tour de Romandie pour la deuxième fois.
- 12 mai l'Italien Silvano Ciampi gagne le Tour du Piémont.
- 12 mai : le Français André Duprez gagne le Tour de l'Aude.
- 12 mai : l'Italien Gianni Pasinetti gagne le Circuit du Limbourg.
- 13 mai : le Belge Rik Van Looy gagne le Tour des Pays-Bas pour la deuxième année d'Affilée.
- 13 mai : le Français Gérard Saint gagne le Tour de Luxembourg.
- 19 mai : Pino Cerami fraichement naturalisé Belge (quoique certain palmarès le disent Italien à cette date) gagne le Tour de Belgique.
- 20 mai : le Belge Jos Hoevenaers gagne le Tour des 3 Provinces Belge.
- 25 mai : le Belge Joseph Schils gagne la première édition de la Flèche Halloise. L' épreuve ne reprendra qu'en 1971.
- 26 mai le Britannique Stanley Brittain devient champion de Grande-Bretagne sur route NCU.
- 26 mai : le Britannique Ron Coe devient champion de Grande-Bretagne sur route BLRC.
- 26 mai : le Belge Noël Foré gagne le Circuit Mandel-Lys-Escaut.
- 30 mai : le Belge Joseph Schils gagne le Circuit des Régions Flamandes

### Juin
- 2 juin : comme l'an dernier le Français Bernard Gauthier gagne Bordeaux-Paris, en tout c'est sa quatrième victoire dans cette épreuve.
- 2 juin : le Français Tino Sabbatini gagne le Circuit de l'Indre pour la deuxième fois d'affilée.
- 5 juin : l'Italien Gastone Nencini gagne le Tour d'Italie.
- 6 juin : le Luxembourgeois Jean Pierre Schmitz gagne le Grand Prix du Midi libre.
- 9 juin : l'Espagnol Antonio Ferraz conserve son titre de champion d'Espagne sur route.
- 9 juin : le Français Jean Stablinski gagne le Tour de l'Oise.
- 10 juin : le Belge Frans Schoubben gagne la Flèche Hesbignonne.
- 10 juin : le Belge Rik Van Looy gagne le Circuit de Flandre Orientale pour la deuxième fois.
- 12 juin : l'Espagnol Federico Bahamontes gagne le Tour des Asturies pour la deuxième fois. Ensuite l'épreuve ne reprendra qu'en 1968.
- 12 juin : le Belge Leon Van Daele gagne Bruxelles-Ingooigem.
- 16 juin : le Français Marcel Rochbach gagne le Critérium du Dauphiné libéré.
- 16 juin : le Belge Leon Van Daele gagne Milan-Mantoue.
- 17 juin : le Français Jacques Dupont gagne les Boucles de la Seine.
- 20 juin : l'Italien Pasquale Fornara gagne le Tour de Suisse pour la troisième fois.
- 23 juin : 2e manche du championnat d'Italie sur route. L'Italien Alfredo Sabbadin gagne le Tour De Toscane.
- 23 juin : le Belge André Vlayen conserve son titre de champion de Belgique sur route.
- 23 juin : le Français Valentin Huot devient champion de France sur route.
- 24 juin : le Luxembourgeois Charly Gaul conserve son titre de champion du Luxembourg sur route.
- 24 juin : le Suisse Hans Hollenstein devient champion de Suisse sur route.
- 24 juin : le Français Raymond Guegan gagne Paris-Bourges. L'épreuve ne reprendra qu'en 1971.
- 27 juin : départ du Tour de France, le Français Louison Bobet ne participe pas à l'épreuve. Les vainqueurs d'étapes obtiennent 1 minute de bonification et leurs seconds 30 secondes de bonification. Le Français André Darrigade gagne la 1ere étape du Tour de France Nantes-Granville, 2eme l'Espagnol Miguel Poblet, 3eme le Français Joseph Thomin, 4eme l'Italien Gastone Nencini tous même temps, le peloton arrive morcelé. Darrigade prend le maillot jaune et avec les bonifications au classement général, il devance  Poblet de 30 secondes et Thomin de 1 minute.
- 28 juin : le Français René Privat gagne en solitaire la 2eme étape du Tour de France Granville-Caen, 2eme le Français Joseph Thomin à 3 minutes 32 secondes, 3eme le Français Fernand Picot même temps suivent dans ce groupe, l'Espagnol Federico Bahamontes 11eme et le Français Jean Dotto 15eme. Le peloton est morcelé, le Français Roger Walkowiak est 21eme à 6 minutes 41 secondes, le Français Jacques Anquetil 34eme et l'Italien Gastone Nencini 38eme sont à 8 minutes 12 secondes. Le Français André Darrigade est 67eme à 27 minutes 22 secondes et perd le maillot jaune. À noter l'abandon du Luxembourgeois Charly Gaul victime d'une insolation. Au classement général Privat prend le maillot jaune avec 3 minutes 54 secondes d'avance sur Thomin, 3eme à égalité le Français Jean Forestier et l'Italien Gianni Ferlengui à 4 minutes 32 secondes.
- 29 juin : la 1ere demi-étape contre la montre par équipe autour de Caen de la 3eme étape du Tour de France est remportée par l'équipe de France devant la Belgique à 12 secondes, les Pays-Bas à 42 secondes, l'Italie est 7eme à 1 minute 56 secondes. Seules des bonifications font l'intérêt de cette étape. Au classement général : 1er le Français René Privat, 2eme à égalité les Français Joseph Thomin et Jean Forestier à 4 minutes 32 secondes, l'Italien Gianni Ferlengui devient 4eme à 5 minutes 16 secondes.
- La 2eme demi-étape Caen-Rouen est remportée au sprint par le Français Jacques Anquetil dont c'est la 1ere victoire d'étape dans le Tour, 2eme le Français Georges Gay, 3eme l'Italien Gastone Nencini, 4eme l'Espagnol Federico Bahamontes, ces hommes font partie d'un groupe de 14 coureurs dont le Français Jean Dotto 10eme même temps, son compatriote René Privat 13eme à 10 secondes et le Français Roger Walkowiak  14eme à 12 secondes. Le reste du peloton est morcelé les Français Joseph Thomin 19eme et Jean Forestier 20eme sont à 9 minutes 22 secondes et l'Italien Gianni Ferlengui est contraint à l'abandon. Au classement général : 1er le Français René Privat, 2eme l'Autrichien Adolf Christian à 6 minutes 28 secondes, 3eme le Français Nicolas Barone à 6 minutes 28 secondes  également, 4eme Bahamontes à 6 minutes 42 secondes. Walkowiak est 7eme à 9 minutes 13 secondes et Nencini est 8eme à 9 minutes 16 secondes. Anquetil devient 9eme à 9 minutes 32 secondes.
- 30 juin : le Belge Marcel Janssens gagne en solitaire la 4eme étape du Tour de France Rouen-Roubaix, 2eme le Suisse Max Schellenberg à 4 minutes 42 secondes, 3eme le Français Stanislas Bober même temps, le peloton encore une fois arrive morcelé. À 10 minutes 57 secondes arrive un groupe où figurent tous les favoris sauf le Français Roger Walkowiak qui 22eme est arrivé 31 secondes avant ce groupe. Pas de modifications en tête du classement général sauf pour Walkowiak qui gagne 31 secondes.
- 30 juin : le Belge Jos Hoevenaers gagne le Circuit de Belgique Centrale.

### Juillet
- 1er juillet : le Français Gilbert Bauvin gagne au sprint la 5eme étape du Tour de France Roubaix-Charleroi qui emprunte le mur de Grammont, 2eme le Français Picot, 3eme le Néerlandais Dan de Groot à 2 secondes, 4eme le Français Jacques Anquetil à 3 secondes. Le peloton est éclaté le Français Roger Walkowiak est 17eme à 4 minutes 55 secondes, le Français Nicolas Barone est 22eme à 11 minutes 24 secondes, l'Italien Nencini est 26eme à 11 minutes 32 secondes, l'Autrichien Adolf Christian est 29eme à 12 minutes, l'Espagnol Federico Bahamontes est 31eme à 12 minutes 11 secondes, le Français Jean dotto est 46eme à 12 minutes 36 secondes et le Français René Privat termine 61eme à 13 minutes 4 secondes. Le Français Jacques Anquetil enfile le 1er maillot jaune de sa carrière et devance au classement général le Belge Marcel Janssens de 1 minute 1 seconde, 3eme le Français Jean Forestier à 3 minutes 17 secondes. Walkowiak 6eme à 4 minutes 22 secondes n'a pas perdu toutes ses chances, Bahamontes est 14eme à 9 minutes 18 secondes.
- 2 juillet : le Français André Trochut gagne la 6eme étape du Tour de France Charleroi-Metz devant ses compagnons d'échappé, 2eme le Français Joseph Groussard, 3eme l'Italien Mario Bertalo, 4eme le Français Nello Lauredi. Le peloton est morcelé mais cela ne cause pas de changement pour la tête du classement général.
- 3 juillet : le Français René Hassenforder gagne la 7eme étape du Tour de France Metz-Colmar qui emprunte le Collet du Linge. Il devance ses 9 compagnons d'échappée, 2eme le Néerlandais Gerrit Voorting, 3eme le Français François Mahé . Le Français Roger Walkowiak 63eme à 11 minutes 36 secondes perd le Tour. Au classement général, le Français Nicolas Barone (9eme de l'étape) prend le maillot jaune devant le Français Jacques Anquetil  à 38 secondes (22eme de l'étape à 8 minutes 55 secondes), 3eme le Belge Marcel Janssens à 1 minute 39 secondes.
- 4 juillet : l'Italien Pierino Baffi gagne la 8eme étape du Tour de France Colmar-Besançon en devançant ses 14 compagnons d'échappée, 2eme le Français Raymond Hoorelbeke, 3eme l'Italien Mario Tosato. Le groupe maillot jaune termine à 17 minutes 45 secondes.  Le Français Jean Forestier prend le maillot jaune devant son compatriote Fernand Picot 2eme à 5 minutes 4 secondes, 3eme le Belge Wim Van est à 11 minutes 54 secondes. Ces 3 hommes ont terminé l'étape successivement 13eme, 7eme et 5eme tous même temps que Baffi.
- 5 juillet : le Français Jacques Anquetil gagne la 9eme étape du Tour de France Besançon-Thonon les Bains en devançant ses 8 compagnons d'échappée, 2eme le Suisse Max Schellenberg, 3eme le Français Maurice Lampre. Le peloton termine à 10 minutes 49 secondes. À noter l'abandon de l'Espagnol Federico Bahamontes. Au classement général 1er le Français Jean Forestier, 2eme Anquetil à 2 minutes 39 secondes, 3eme le Français Fernand Picot à 5 minutes 4 secondes. Il y a repos le 6 juillet.
- 7 juillet : l'Italien Gastone Nencini gagne la 10eme étape du Tour de France qui emprunte les cols du Tamié, Télégraphe et du Galibier, 2eme le Belge Marcel Janssens, 3eme le Français Marcel Rohrbach à 39 secondes. Le Français Jacques Anquetil lâché dans le Galibier avec 3 minutes 30 de retard se reprend dans la descente et termine 5eme dans le même temps que le Suisse Max Schellenger 4eme à 1 minute 18 secondes. Le Français Fernand Picot est 10eme à 6 minutes 10 secondes, le Français Jean Dotto 21eme, sur son terrain perd 7 minutes 59 secondes ainsi que le Tour. Le Français Jean Forestier finit 22eme dans la roue de Dotto. Anquetil reprend possession du maillot jaune avec 4 minutes 2 secondes d'avance sur Forestier et 7 minutes 17 secondes sur Picot. Son plus dangereux adversaire au général, Janssens est 4eme à 11 minutes 2 secondes. Nencini est encore très loin 12eme à 20 minutes 44 secondes.
- 8 juillet : le Français René Privat gagne la 11eme étape du Tour de France Briançon-Cannes qui à défaut du col de Vars impraticable emprunte le col d'Allos. Il bat au sprint ses 2 compagnons d'échappée, le Français Nello Lauredi 2eme et le Néerlandais Wim Van Est 3eme. Le peloton arrive encore morcelé mais il n'y a pas de changement en tête du classement général.
- 9 juillet : le Français Jean Stablinski gagne la 12eme étape du Tour de France Cannes-Marseille qui emprunte le Mont Faron et le col de l'Espigoulier. Il a rejoint le Français Henry Anglade échappé de bonne heure, puis est parti en solitaire car Anglade ne pouvait plus suivre, 2eme à 4 minutes 33 secondes l'Allemand Lothar Dietrich, 3eme le Français Louis Bergaud même temps. Le peloton des favoris termine à 13 minutes 52 secondes. Le Français Fernand Picot lâché dans l'espigoulier termine 23eme à 18 minutes 25 secondes. au classement général : 1er le Français Jacques Anquetil, 2eme son compatriote Jean Forestier, 3eme le Belge Marcel Janssens à 11 minutes 2 secondes.
- 9 juillet : le Belge Norbert Kerkhove gagne le Circuit des Monts du Sud-Ouest.
- 10 juillet : l'Italien Nino Defilippis au sprint gagne la 13eme étape du Tour de France Marseille-Alès devant ses 9 compagnons d'échappée, 2eme le Français Jean Stablinski, 3eme le Français André Darrigade. Le peloton des favoris termine à 10 minutes 40 secondes et il n'y a pas de changement en tête du classement général.
- 11 juillet : le Français René Hassenforder gagne au sprint la 14eme étape du Tour de France Alès-Perpignan en devançant ses 10 compagnons d'échappée 2eme l'Italien Arrigo Padovan, 3eme le Français Georges Goussard. L'autrichien Adolf Christian 5eme et le Français François Mahé 11eme, dans le même temps qu' Hassenforder, font un bon au classement général car le peloton termine à 16 minutes. Le Français Jacques Anquetil maillot jaune devance son compatriote Jean Forestier 2eme de 4 minutes 2 secondes, puis Mahé 3eme de 5 minutes 41 secondes et Christian de 9 minutes 44 secondes.
- 12 juillet : le Français René Privat gagne la 15eme étape du Tour de France Perpignan-Barcelone, 2eme le Français André Darrigade à 38 secondes, 3eme son compatriote Gilbert Bauvin à 50 secondes, le peloton est encore morcelé le Français Jean Forestier 10eme à 4 minutes 15 secondes prend du temps au Français Jacques Anquetil qui termine 26eme dans le groupe des favoris à 4 minutes 31 secondes. Au classement général : 1er Anquetil, 2eme Forestier à 3 minutes 46 secondes, 3eme Mahé à 5 minutes 41 secondes.
- 13 juillet : le contre la montre de la 16eme étape Barcelone-Montjuich est remporté par le Français Jacques Anquetil, 2eme à 12 secondes le Français Jean Forestier, 3eme l'Espagnol Jésus Lorono  à 25 secondes. Le Français François Mahé est 8eme à 45 secondes et le Belge Marcel Janssens est 11eme à 52 secondes. Au classement général : 1er Anquetil, 2eme Forestier à 3 minutes 58 secondes, 3eme Mahé à 6 minutes 26 secondes.
- 14 juillet : le Français Jean Bourles gagne la 17eme étape du Tour de France Barcelone-Ax les Thermes qui emprunte les cols de Tosas et du Puymorens, 2eme le Français Marcel Queheille à 4 minutes 3 secondes, 3eme l' Italien Arrigo Padovan à 9 minutes 19 secondes. Le peloton arrive à 11 minutes 29 secondes, y figurent   l'Autrichien Adolf Christian 8e et le Français Jean Forestier 10eme.  Le Français François Mahé termine 17eme à 11 minutes 34 secondes et le Français Jacques Anquetil finit 22eme à 11 minutes 41 second. Durant l'étape la moto conduite par René Wagner chute dans un ravin entrainant dans sa chute le journaliste Alex Virot. Tous deux décèdent dans l'accident. Au classement général : 1er Anquetil, 2eme Forestier à 3 minutes 46 secondes, 3eme Mahé à 6 minutes 19 secondes. Mais l' homme le plus dangereux pour Anquetil, le Belge Marcel Janssens, est 6eme à 11 minutes 52 secondes.
- 15 juillet : l'Italien Nini Defilippis gagne au sprint la 18eme étape du Tour de France Ax les Thermes-Saint Gaudens qui emprunte les cols de Port, de Portet d'Aspet, des Ares et du Portillon (pour la 1ere fois dans le Tour), 2eme le Français Jean Forestier, 3eme l'Italien Pierino Baffi même temps. Le Français Jacques Anquetil connait de graves ennuis dans les 3 dernières ascensions où il est à chaque fois lâché. Mais avec l'aide de ses équipiers il rejoint chaque fois ses rivaux. Il est aussi heureux pour lui que l'arrivée soit jugée à Saint Gaudens et non à Luchon car dans ce cas, il n'aurait pu combler son retard sur le plat. Il termine 13eme à 5 secondes du vainqueur dans le même temps que le Belge Marcel Janssens 9eme et du Français François Mahé 14eme. Au classement général 1er Anquetil, 2eme Forestier à 3 minutes 11 secondes, 3eme Mahé à 6 minutes 19 secondes.
- 16 juillet : l'Italien Gastone Nencini gagne la 19eme étape du Tour de France Saint Gaudens-Pau qui emprunte les cols du Tourmalet et de l'Aubisque, 2eme le Français Georges Gay, 3eme le Belge Marcel Janssens tous même temps. L'étape aurait pu être fatale au Français Jacques Anquetil qui était pointé avec 4 minutes 37 secondes de retard au sommet de l'Aubisque, mais encore une fois il limite les dégâts de retour dans la plaine. Il bénéficie aussi de l'aide de l'Autrichien Adolf Christian qui veut monter sur le podium et du Portugais José Da Silva qui tous deux prennent de vigoureux relais. À l'arrivée ces hommes finissent à 2 minutes 38 secondes ( Anquetil 9eme, Christian 10eme et Da Silva 12eme). Le Français Jean Forestier termine 19eme à 12 minutes 26 secondes et son compatriote François Mahé finit 39eme à 29 minutes 55 secondes. Au classement général Anquetil à la sortie de la montagne a course gagnée sauf accident grave, 2eme Janssens à 9 minutes 14 secondes, 3eme Christian à 10 minutes 17 secondes. Nencini 6eme à 18 minutes 43 secondes  avait perdu le Tour bien avant cette étape.
- 17 juillet : l'Italien Pierino Baffi gagne au sprint la 20eme étape du Tour de France Pau-Bordeaux, 2eme le Français André Darrigade, 3eme l'Italien Arrigo Padovan puis tout le peloton.
- 18 juillet : le contre la montre de la 21eme étape du Tour de France Bordeaux-Libourne est remporté par le Français Jacques Anquetil, 2eme l'Italien Nino Defilippis à 2 minutes 11 secondes, 3eme le Néerlandais Wim Van Est à 2 minutes 56 secondes. Le Belge Marcel Janssens termine 8eme à 4 minutes 42 secondes et l'Autrichien Adolf Christian finit 11eme à 6 minutes 3 secondes. Au classement général Anquetil est à présent leader avec une avance de presque un quart d'heure (14 minutes et 56 secondes) sur Janssens et de 17 minutes 20 secondes sur Christian.
- 19 juillet : le Français André Darrigade gagne au sprint la 22eme étape du Tour de France Libourne-Tours, 2eme l'Italien Arrigo Padovan, 3eme le Belge Désiré Keteleer, le peloton des favoris termine à 15 minutes 17 secondes mais cela n'influe sur la tête du classement général .
- 20 juillet : le Français André Darrigade gagne au sprint la 23eme étape du Tour de France Tours-Paris, 2eme l'Italien Arrigo Padovan, 3eme le Français Jean Forestier. Le Français Jacques Anquetil gagne le premier de ses cinq Tours de France ainsi que quatre étapes, 2eme le Belge Marcel Janssens à 14 minutes 56 secondes, 3eme l'Autrichien Adolf Christian à 17 minutes 20 secondes. Forestier gagne le classement par points symbolisé par le maillot vert. L'Italien Gastone Nencini gagne le Grand Prix de la montagne qui n'a pas encore de maillot distinctif.
- 23 juillet : le Français Jean Stablinski gagne le Grand Prix de Fourmies.
- 25 juillet : l'Espagnol José Michelenna gagne le Grand Prix de Villafranca pour la deuxième année d'affilée.
- 30 juillet : le Belge Rik Van Looy gagne le Grand Prix de l'Escaut pour la deuxième année d'affilée.

### Août
4 août : 3e manche du championnat d'Italie sur route. l'Italien Ercole Baldini gagne le Tour de Romagne.
4 août : le Français Raphaël Geminiani gagne le Bol d'Or des Monedières pour la deuxième année d'Affilée.
4 août : le Belge Germain Derijcke gagne le Tour du Nord-Ouest de la Suisse.
7 août : le Belge Germain Derijcke gagne les Trois vallées varésines.
10-15 août : championnats du monde de cyclisme sur piste à Rocourt (Belgique) .le Néerlandais Jan Derksen est champion du monde de vitesse professionnelle pour la deuxième fois 11 ans après son premier titre. Le Français Michel Rousseau est champion du monde de vitesse amateur pour la deuxième année d'affilée. Le Français Roger Rivière est champion du monde de poursuite professionnelle. L'Italien Carlo Simonigh est champion du monde de poursuite amateur.
17 août : à Waregem (Belgique) le Belge Louis Proost devient champion du monde amateur sur route.
18 août : à Waregem (Belgique) le Belge Rik Van Steenbergen devient champion du monde sur route pour la deuxième fois d'affilée, en tout c'est son troisième titre. Le Français Louison Bobet est médaille d'argent et le Français André Darrigade est médaille de bronze.
20 août : le Belge Willy Schroeders gagne le Grand Prix de Zottegem.
24 août : l'Espagnol Carlos Perez gagne le Grand Prix de LLodio.
25 août : l'Italien Mario Bampi gagne le Grand Prix de Camaiore.
27 août : le Belge Rik Van Looy gagne la Coupe Sels.

### Septembre
- 1er septembre : 4e manche du championnat d'Italie sur route. L'Italien Aurelio Cestari gagne le Tour des Apennins.
- 1er septembre : le Belge Karel de Baere gagne la Flèche anversoise pour la deuxième fois.
- 3 septembre : le Belge Rik Van Looy gagne le Grand Prix de Brasschaat pour la deuxième année d'affilée.
- 3 septembre : le Français Armand Audaire gagne le Circuit des boucles de L'Aulne.
- 8 septembre : l'Espagnol Jesus Lorono gagne le Tour de Catalogne.
- 11 septembre : l'Italien Silvano Ciampi gagne le Grand Prix de Prato.
- 15 septembre : le Belge Rik Van Looy gagne le Trophée Bernocchi.
- 15 septembre : le Belge Willy Truye gagne le Grand Prix d'Isbergues.
- 15 septembre : le Français Philippe Agut gagne la Poly Lyonnaise.
- 17 septembre : le Belge Léon Van Daele gagne le Championnat des Flandres pour la deuxième année d'affilée.
- 18 septembre : sur le vélodrome Vigorelli à Milan, le Français Roger Rivière bat le Record du monde de l'heure en parcourant 46,923 km.
- 19 septembre : le Français André Darrigade gagne le Grand Prix d'Orchies.
- 20 septembre : 5e manche du championnat d'Italie sur route.l'Italien Ercole Baldini gagne le Tour du Latium. À l'issue de la course Ercole Baldini devient champion d'Italie sur route.
- 22 septembre : le Français Jacques Anquetil gagne le Grand Prix des Nations pour la cinquième fois d'affilée.
- 22 septembre : l'Italien Angelo Conterno gagne le Tour de Vénétie.
- 22 septembre : l'Espagnol Alberto Sant gagne le Tour de La Rioja.
- 26 septembre : le Belge Gilbert Desmet gagne le Circuit du Houtland.
- 29 septembre : l'Italien Ercole Baldini gagne le Tour du Latium.

### Octobre
- 2 octobre : l'Italien Gian-Battista Gabelli gagne la Coupe Sabatini.
- 4 octobre : l'Italien Bruno Monti gagne le Tour d'Émilie pour la deuxième année d'affilée.
- 6 octobre : le Belge Fred de Bruyne gagne Paris-Tours, cette victoire lui assurera de remporter le Challenge Desgranges-Colombo pour la deuxième année d'affilée.
- 13 octobre : l'Italien Ercole Baldini gagne le Grand prix de Lugano.
- 15 octobre : le Belge Roger Decock gagne le Grand Prix de Clôture.
- 16 octobre : l'Italien Carlo Zorzoli gagne la Coppa Agostoni.
- 20 octobre : l'Italien Silvano Ciampi gagne le Trophée Matteotti.
- 21 octobre : l'Italien Diego Ronchini gagne le Tour de Lombardie.

### Novembre
4 novembre : le trophée Baracchi est remporté par les Italiens Ercole Baldini et Fausto Coppi dont c'est la dernière victoire d'importance.

## Principales naissances
- 5 janvier : Juan Fernández Martín, cycliste espagnol.
- 11 janvier : Claude Criquielion, cycliste belge.
- 24 janvier : José Recio, cycliste espagnol.
- 5 février : Paolo Rosola, cycliste italien.
- 7 mars : Roland Liboton, cycliste belge.
- 22 mars : Shane Sutton, cycliste et entraîneur australien.
- 25 avril : Theo de Rooij, cycliste et manager d'équipe néerlandais.
- 23 mai : Alain Gallopin, cycliste et directeur sportif français.
- 2 juillet : Roberto Visentini, cycliste italien.
- 7 juillet : Andreas Petermann, cycliste allemand.
- 30 juillet : Bert Oosterbosch, cycliste néerlandais († 18 août 1989).
- 5 septembre : Peter Winnen, cycliste néerlandais.
- 14 septembre : Milan Jurčo, cycliste tchécoslovaque.
- 22 septembre : Giuseppe Saronni, cycliste italien.
- 4 octobre : Ivan Romanov, cycliste lituanien.
- 23 octobre : Beat Breu, cycliste suisse.
- 27 octobre : Guy Nulens, cycliste belge.
- 3 décembre : Jan Bogaert, cycliste belge.
- 26 décembre : Yavé Cahard, cycliste français.

## Principaux décès
- 19 février : Maurice Garin, cycliste français (° 3 mars 1871).
- 29 avril : Lucien Pothier, cycliste français (° 15 janvier 1883).
- 13 mai : Georges Detreille, cycliste français (° 8 septembre 1893).
- 18 septembre : Édouard Wattelier, cycliste français (° 12 décembre 1876).
- 2 octobre : Luigi Ganna, cycliste italien (° 1er décembre 1883).
- 6 décembre : Maurice Peeters, cycliste belge (° 5 mai 1882).
- 24 décembre : Maurice Schilles, cycliste français (° 26 février 1888).